# Anton Gräffer
Anton Gräffer (* 19. Mai 1786 in Wien; † 17. Oktober 1852 in Klosterneuburg) war ein österreichischer Musikschriftsteller, Komponist und Gitarrist.

## Leben
Anton Gräffer war ein Sohn des Buchhändlers August Gräffer und dessen Gattin Katharina, geb. Königsberger sowie jüngerer Bruder des Bibliographen und Schriftstellers Franz Gräffer. Er erlernte ebenfalls das Buchhändlergeschäft und arbeitete seit 1815 in der Kunsthandlung Artaria, für die er den Kunstverlag und das Auktionsgeschäft besorgte. Er studierte Landschaftsmalerei, stach selbst mehrere Blätter in Kupfer und war zugleich ein trefflicher Tonkünstler und Gitarrist. Für dieses Instrument komponierte er zahlreiche Variationen, Rondeaus sowie Phantasien und verfasste das Werk Systematisch-theoretisch-praktische Guitarre-Schule (2 Teile, Wien 1811; neue Auflage 2 Teile, Wien 1812). Ferner veröffentlichte er Der Friede, charakteristisches Tongemälde für das Pianoforte (1813). Er wirkte als Lehrer für Gitarrenspiel und war mit berühmten zeitgenössischen Musikern bekannt, so u. a. mit Ludwig van Beethoven befreundet, dessen musikalische Hinterlassenschaft er 1827 katalogisierte. Auch besaß er Abschriften mehrerer Schriftstücke Beethovens.
Als Schriftsteller erwarb sich Gräffer einen Ruf durch mehrere Aufsätze und Rezensionen über Kunst und Kunstwerke, die er unter dem Pseudonym Peregrinus Thyß in verschiedenen Zeitschriften publizierte, sowie durch sein Werk Über Tonkunst, Sprache, Schrift und Bild. Fragment (Wien 1830). Um 1850 verfasste er in einer heute in der Wienbibliothek befindlichen Handschrift seine Memoiren unter dem Titel Autobiographie aus dem Tagebuche eines Wiener Unglücksvogels gezogen, und herausgegeben von Peregrinus, worin zahlreiche Anekdoten bedeutender Musiker geschildert werden. Er starb am 17. Oktober 1852 im Alter von 66 Jahren in Klosterneuburg und wurde zwei Tage danach auf dem – später stillgelegten – Friedhof der dortigen Martinskirche beigesetzt.